# Rolls Royce (singolo)
Rolls Royce è un singolo del cantautore e rapper italiano Achille Lauro, pubblicato il 6 febbraio 2019 come primo estratto dal quinto album in studio 1969.

## Descrizione
Il brano, presentato al 69º Festival di Sanremo, ha visto la collaborazione del produttore Boss Doms e del duo Frenetik & Orang3. Si è classificato 9º nella serata finale.
Ha ottenuto un buon successo, tanto da essere riproposto insieme ad altre 7 canzoni dai Pinguini Tattici Nucleari nel brano cover Settanta volte, in onore della 70ª edizione del Festival di Sanremo.

## Video musicale
Il videoclip, diretto da Sebastiano Bontempi, è stato pubblicato il 6 febbraio 2019 sul canale YouTube del rapper.

## Il testo
Durante l’interpretazione alla kermesse e durante le sue interpretazioni dal vivo in vari programmi televisivi il testo recita “Vestito bene Via Del Corso” invece di “Vestito bene Michael Kors” in quanto non è possibile fare pubblicità.

## Classifiche

### Classifiche settimanali
| Classifica (2019) | Posizione massima |
| ----------------- | ----------------- |
| Italia            | 4                 |

### Classifiche di fine anno
| Classifica (2019) | Posizione |
| ----------------- | --------- |
| Italia            | 70        |